# Kozlov (okres Olomouc)
Kozlov (německy Kozlau) je obec v okrese Olomouc, obnovená k 1. lednu 2016 vyčleněním z vojenského újezdu Libavá, v němž měla do 31. prosince 2015 status části obce. Kozlov leží v Oderských vrších, jeho nadmořské výška je 620 metrů a je obklopen poli a hustými lesy. Žije zde 266 obyvatel. Poblíž v sousedním katastrálním území Velká Střelná, pramení řeka Odra. Kozlovem prochází silnice 441, spojujícího ho s Velkým Újezdem a Potštátem. V Kozlově je obecní úřad, kostel sv. Josefa, jeden obchod,  restaurace U pramene Odry a dvě autobusové zastávky. Nachází se zde rodinné domy i tři panelové domy.

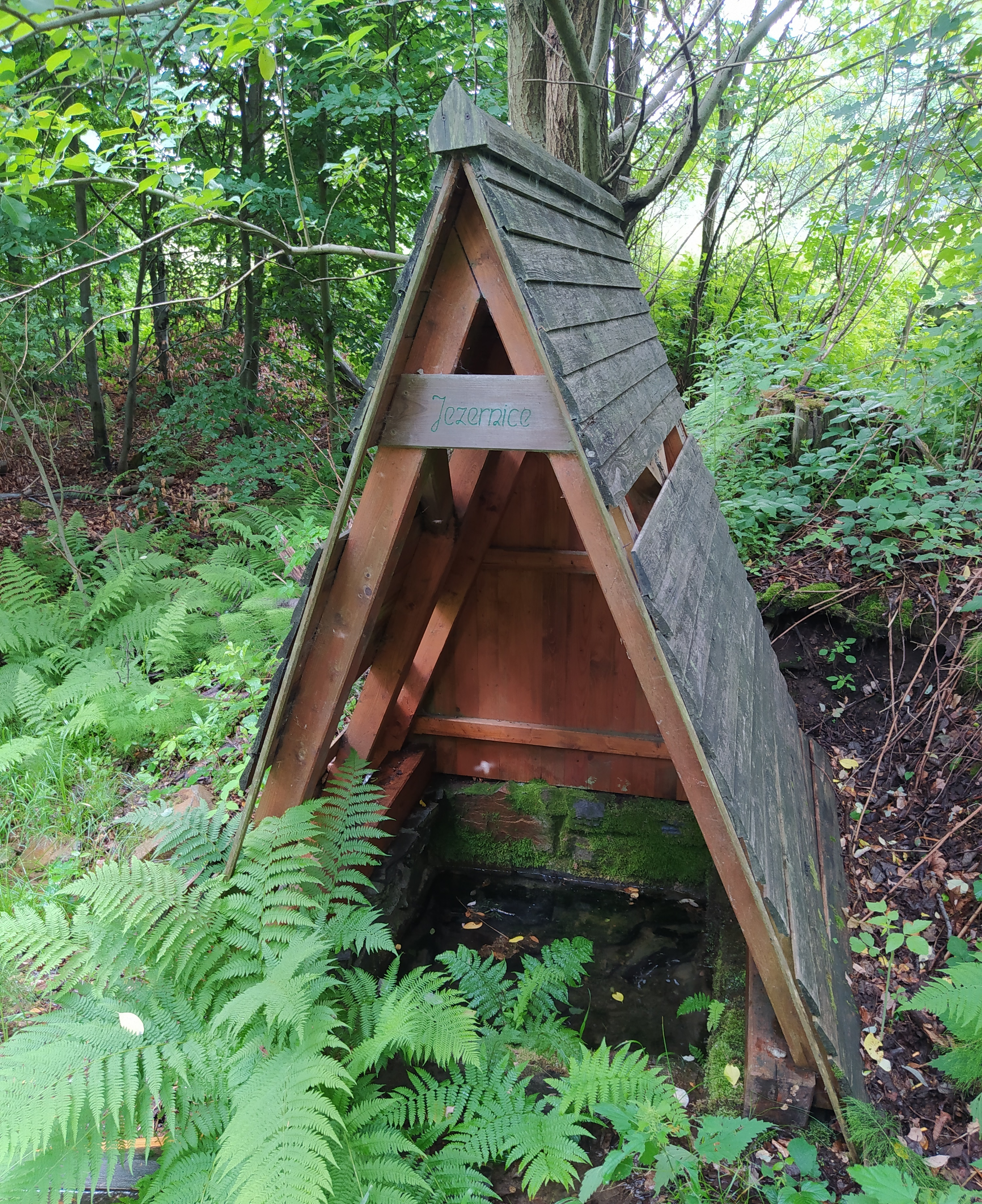
Pramen potoka Jezernice u Zeleného Kříže

Obec se rozkládá na dvou katastrálních územích, Kozlov u Velkého Újezdu a Kozlov u Velkého Újezdu I, a má dvě části, vlastní Kozlov a místní část Slavkov.
Na katastru obce Kozlov, poblíž Zeleného kříže (tj. u nejvyššího bodu katastru), pramení potok Jezernice a na katastru obce Slavkov (nad obcí Podhoří) se nachází zřícenina gotického hradu Drahotuš. Samotná vesnice Kozlov se rozkládá kolem kopce Křížová hora a v údolí mezi kopci Ranoš a Přemkovo zákoutí.

## Historie

### Od nejstarších dob do konce druhé světové války
Kozlov byl dříve popisován jako zemědělská obec s velkou rozlohou lesů, dnes je však značně změněn. První písemná zmínka o vesnici pochází z roku 1324, roku 1548 je Kozlov uváděn jako pustý. Po třicetileté válce byl osídlen německými osadníky z bartošovického panství, roku 1794 měl 584 obyvatel a do roku 1883 byl Kozlov osadou Velkého Újezdu. Od tohoto roku byl samostatnou obcí. Katastr Kozlova, mající název Kozlov u Města Libavá, měl rozlohu 793,94 hektarů. Ke Kozlovu patřily místní části Eliščiná (Liselsberg) s vodním mlýnem a Kyjanice, kde byla parní pila firmy Losert (založena roku 1892, roku 1920 měla 200 zaměstnanců, zanikla po roce 1945). V obci byla ještě další pila, lesní revír velkostatku Veselíčko, družstvo Konzum (1930), záložna a spolky: hospodářský, dřevodělný, hasičský. Škola byla otevřena roku 1789, od roku 1829 se vyučovalo v nové budově. V roce 1910 byla obnovena kaplička nad blízkým pramenem Odry, současný přístřešek vybudovaly VLS Lipník nad Bečvou a je přístupný z Kozlova po červené turistické značce. Roku 1920 měl Kozlov i s oběma místními částmi 78 domů s celkem 563 obyvateli, z nichž 542 náleželo k německé národnosti a 17 k tehdy prosazované československé národnosti. V roce 1930 zde stálo 86 domů a žilo 526 obyvatel, z nichž 520 náleželo k německé národnosti a pouze 6 k již zmíněné československé národnosti. Roku 1927 ze byl postaven kostel svatého Josefa, který byl v nedávné době opraven. Ke kostelu také patří bývalý německý hřbitov postavený v roce 1922 pro zesnulé z Kozlova a Ranošova.
V kozlově se také nacházel Lom v Kozlově.
Po Mnichovské dohodě byl Kozlov začleněn v rámci sudetoněmeckých území do nacistického Německa, v jehož rámci se stal k 15. dubnu 1939 součástí Říšské župy Sudety. V rámci této župy setrvala obec až do osvobození v roce 1945. V roce 1944 žilo v obci 519 obyvatel.

### Od konce druhé světové války do začátku 21. století
Po válce museli němečtí obyvatelé Kozlova, v nepřímé souvislosti s místní tragédií provedenou přerovským gestapem (viz Pomník Zákřovský Žalov) vyhrabat a pohřbít 19 zabitých mužů na hřbitově v Tršicích.
Po osvobození a obnově Československa začali do obce přicházet noví obyvatelé neněmecké národnostní příslušnosti. Původní německé obyvatelstvo začalo být ze strany Československa, v rámci odvety za příkoří z doby druhé světové války, všemožně diskriminováno a v létě 1946 byl ve čtyřech transportech proveden jeho odsun do Německa. Téhož roku bylo rozhodnuto o začlenění obce do plánovaného vojenského výcvikového tábora Město Libavá a bylo naplánováno vysídlení obce. Díky zájmu armády nakonec Kozlov unikl totálnímu zboření. Roku 1950 byla obec úředně zrušena a začleněna do nově vyhlášeného vojenského újezdu Město Libavá (později přejmenovaného na vojenský újezd Libavá). Přestože jako sídlo nezanikla, došlo i zde k mnoha demolicím. Zcela zlikvidována byla zástavba obou místních částí. Z místní části Kyjanice se dochovaly skromné zbytky domu č. p. 57, u něhož zůstal stát čtyři a půl metru vysoký kříž s korpusem Ukřižování Krista a reliéfem Panny Marie Bolestné, pořízený roku 1862 Franzem a Florentinou Schwarzovými. V celém Kozlově (včetně obou bývalých místních částí) zůstalo, z dřívější necelé stovky domů, stát roku 1970 jen 33 domů se 160 obyvateli.
V dubnu 1991 byla Kozlově zahájena výstavba vojenského útvaru. V období do 31. prosince 1996 nesl útvar název 21. vojenský záchranný pluk CO Kozlov, od roku 1997 název 75. záchranná a výcviková základna Kozlov a od 1. listopadu 1997 byl přemístěn a přejmenován na 75. záchranná a výcviková základna (zvz) Olomouc. Areál kasáren je od té doby nevyužíván. V letech 1967–1968 se zdejší škola dočkala rekonstrukce a modernizace. Počátkem devadesátých let se rekonstrukce dočkal i kostel svatého Josefa.
Na nynějším katastrálním území Kozlov u Velkého Újezdu existovalo před 20. prosincem 2002 celé katastrální území Ranošov, téměř celé katastrální území Slavkov u Města Libavá, většina katastrálního území Loučka, jihovýchod katastrálního území Kozlov, východní část katastrálního území Velký Újezd, severní 3/5 katastrálního území Staměřice, severozápad katastrálního území Podhoří, západní třetina katastrálního území Středolesí, jižní část katastrálního území Nová Ves nad Odrou, jihozápad katastrálního území Boškov a malá část katastrálního území Uhřínov. Mimo zástavby Kozlova a Slavkova se v katastru dříve nacházela i zbořená dědina Ranošov a v 16. století zaniklé dědiny Kožišov a Střítež. K 20. prosinci 2002 bylo zrušeno katastrální území bývalé obce; jižní část katastru, zahrnující intravilán (ale bez kasáren) byla začleněna do nyní výrazně rozšířeného katastrálního území Slavkov u Města Libavá (o rozloze 48,08 km²), severní výběžek byl rozdělen mezi rovněž rozšířená katastrální území Velká Střelná (o rozloze 77,77 km²) a Čermná u Města Libavá (o rozloze 64,98 km²).

### Obnova samostatnosti

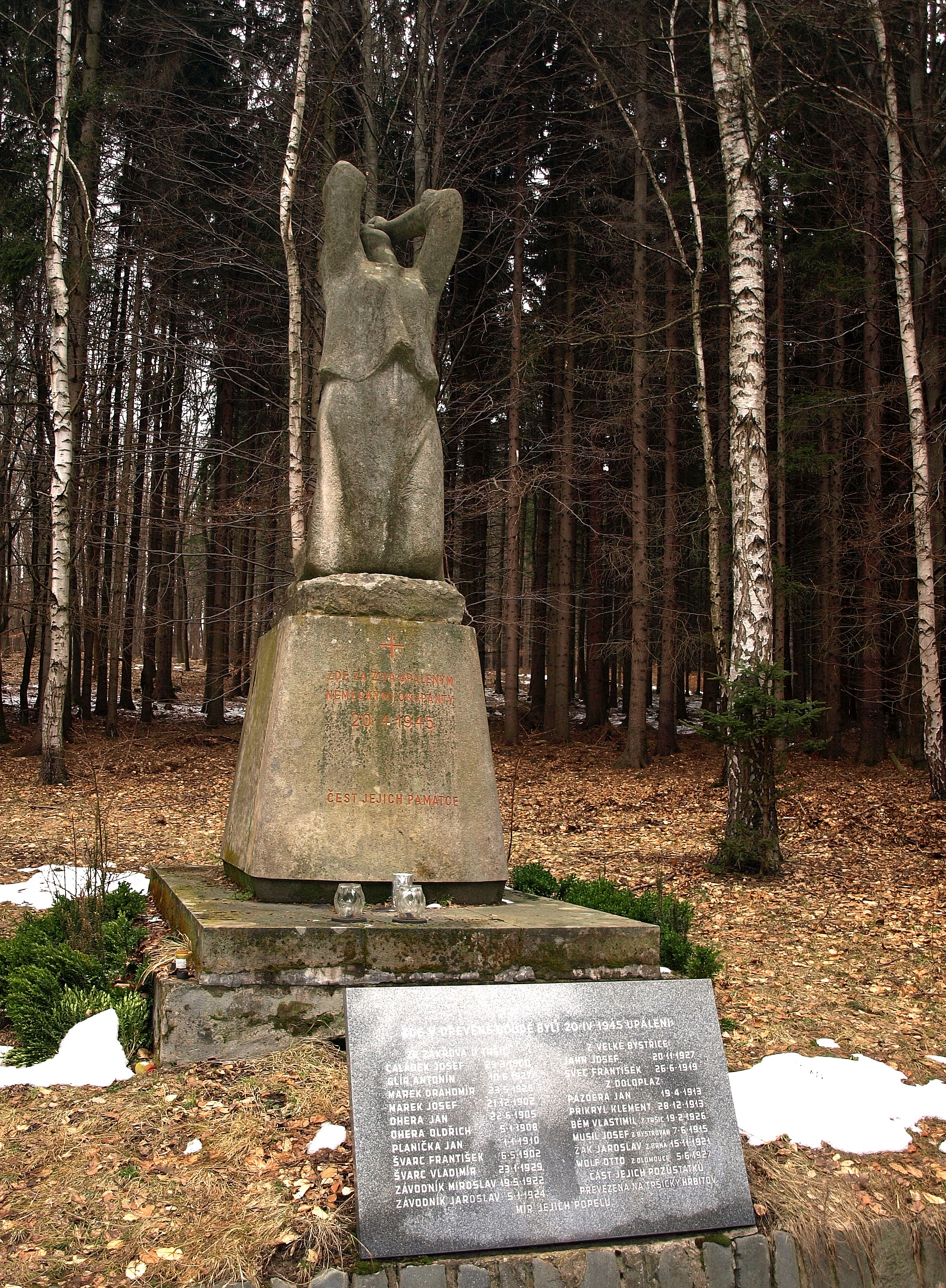
Pomník Zákřovský Žalov

V souvislosti s připravovaným zmenšením vojenského újezdu Libavá proběhla v Kozlově roku 2012 anketa o obnovení samostatné obce, ve které však účast nedosáhla 35 %. Nakonec bylo rozhodnuto, že k 1. lednu 2016 bude obnovena obec Kozlov, jejíž součástí bude vedle celého intravilánu Kozlova (to znamená včetně kasáren) také nedaleký Slavkov. Dále se součástí obnovené obce stane i celá zlikvidovaná obec Ranošov. V souvislosti s připravovanou obnovou samostatnosti Kozlova došlo k následujícím změnám: dosavadní k. ú. Slavkov u Města Libavá bylo k 5. květnu 2014 zrušeno a jeho území rozděleno na nová katastrální území Varhošť u Města Libavá (rozloha 6,406071 km²) a Kozlov u Velkého Újezdu (rozloha 41,670319 km²); ke stejnému datu bylo z katastrálního území Čermná u Města Libavá vyčleněno nové katastrální území Kozlov u Velkého Újezdu I (rozloha 4,09 km²).
Území obnovené obce Kozlova zahrnuje katastrální území Kozlov u Velkého Újezdu a Kozlov u Velkého Újezdu I, zatímco Varhošť u Města Libavá zůstala i nadále součástí Vojenského újezdu Libavá. Staronová obec tak je podstatně rozlehlejší a, v důsledku změny hranic katastrů z roku 2002, zahrnuje celá původní katastrální území bývalých obcí Slavkova a Ranošova, dále většinu původního katastru bývalé obce Loučka (nyní součást Lipníku nad Bečvou), východní část původního katastru Velkého Újezdu, většinu původního katastru Staměřic, menší část původního katastru Podhoří (nyní součást Lipníku nad Bečvou), malou část původního katastru Uhřínova (nyní součást Hranic), západní třetinu původního katastru Středolesí (nyní taktéž součást Hranic), asi polovinu původního katastru Boškova, menší část původního katastru zlikvidované obce Nová Ves nad Odrou a malou jižní okrajovou část původního katastru rovněž zlikvidované obce Heřmánky; naopak velká část původního katastru Kozlova zůstává i nadále součástí území vojenského újezdu Libavá a západní hranice obnovené obce na řadě míst sleduje západní hranici nynějšího intravilánu Kozlova.

## Obyvatelstvo
| Rok            | 1869  | 1880  | 1890  | 1900  | 1910  | 1921  | 1930  | 1950 | 1961 | 1970 | 1980 | 1991 | 2001 | 2011 | 2021 |
| -------------- | ----- | ----- | ----- | ----- | ----- | ----- | ----- | ---- | ---- | ---- | ---- | ---- | ---- | ---- | ---- |
| Počet obyvatel | 1 176 | 1 225 | 1 187 | 1 192 | 1 241 | 1 110 | 1 081 | 0    | 177  | 160  | 255  | 260  | 392  | 351  | 220  |
| Počet domů     | 152   | 170   | 176   | 177   | 179   | 177   | 196   | 0    | 0    | 33   | 40   | 52   | 55   | 47   | 46   |

## Obecní symboly
Znak a vlajka byly obci uděleny rozhodnutím předsedy Poslanecké sněmovny Parlamentu České republiky dne 5. dubna 2017.

## Galerie

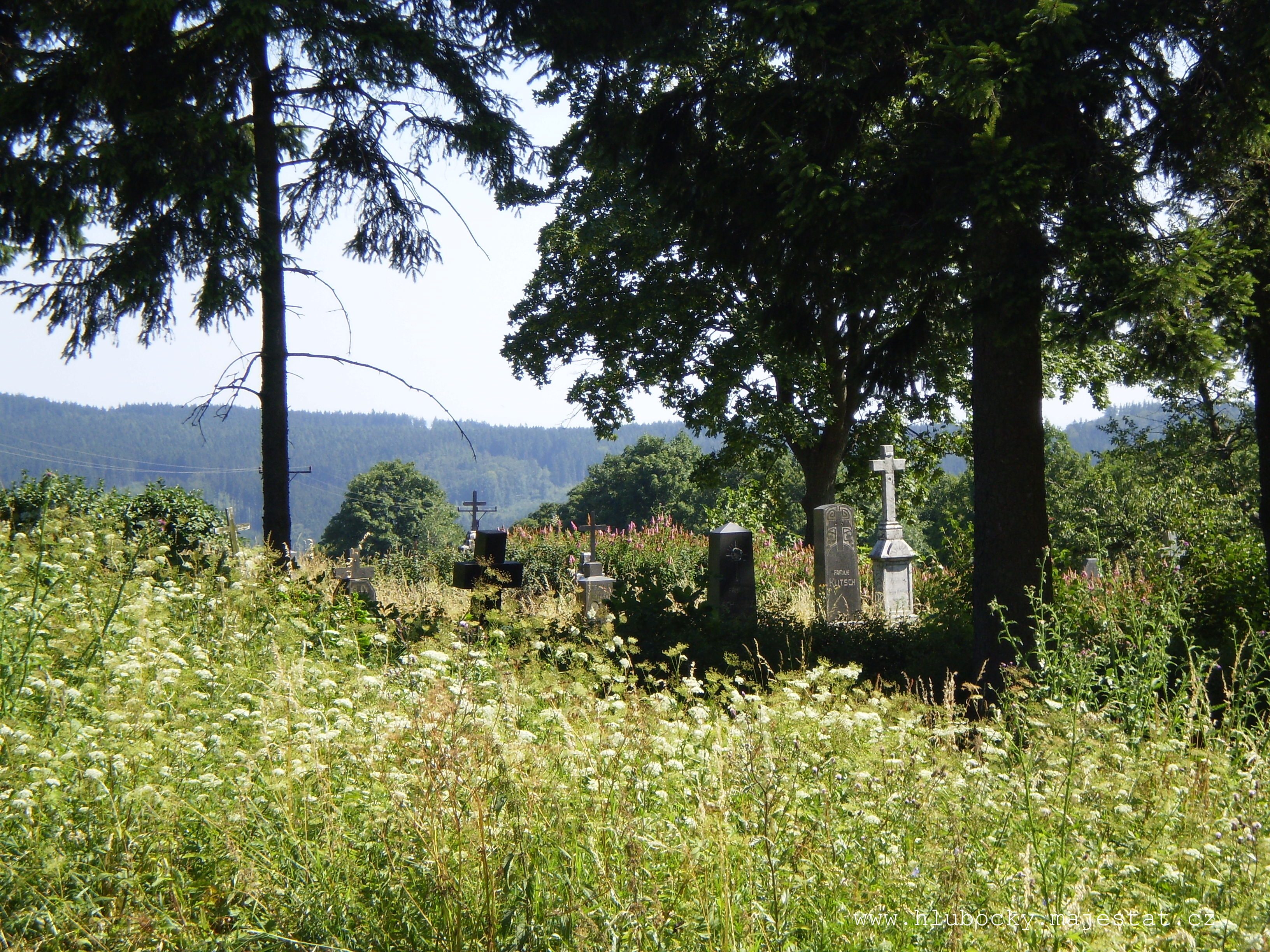
Bývalý německý hřbitov za Kozlovem
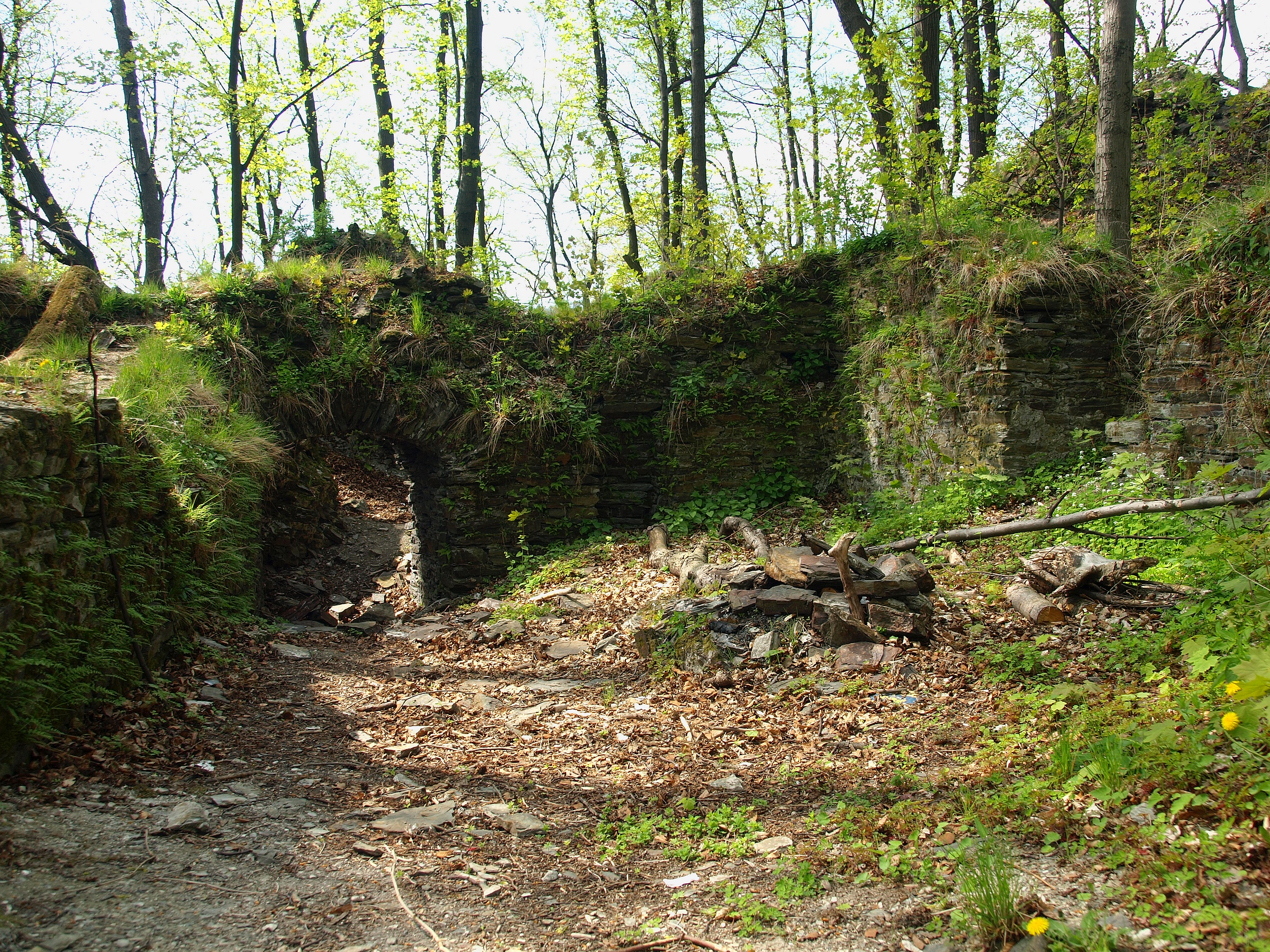
Zřícenina hradu Drahotuš
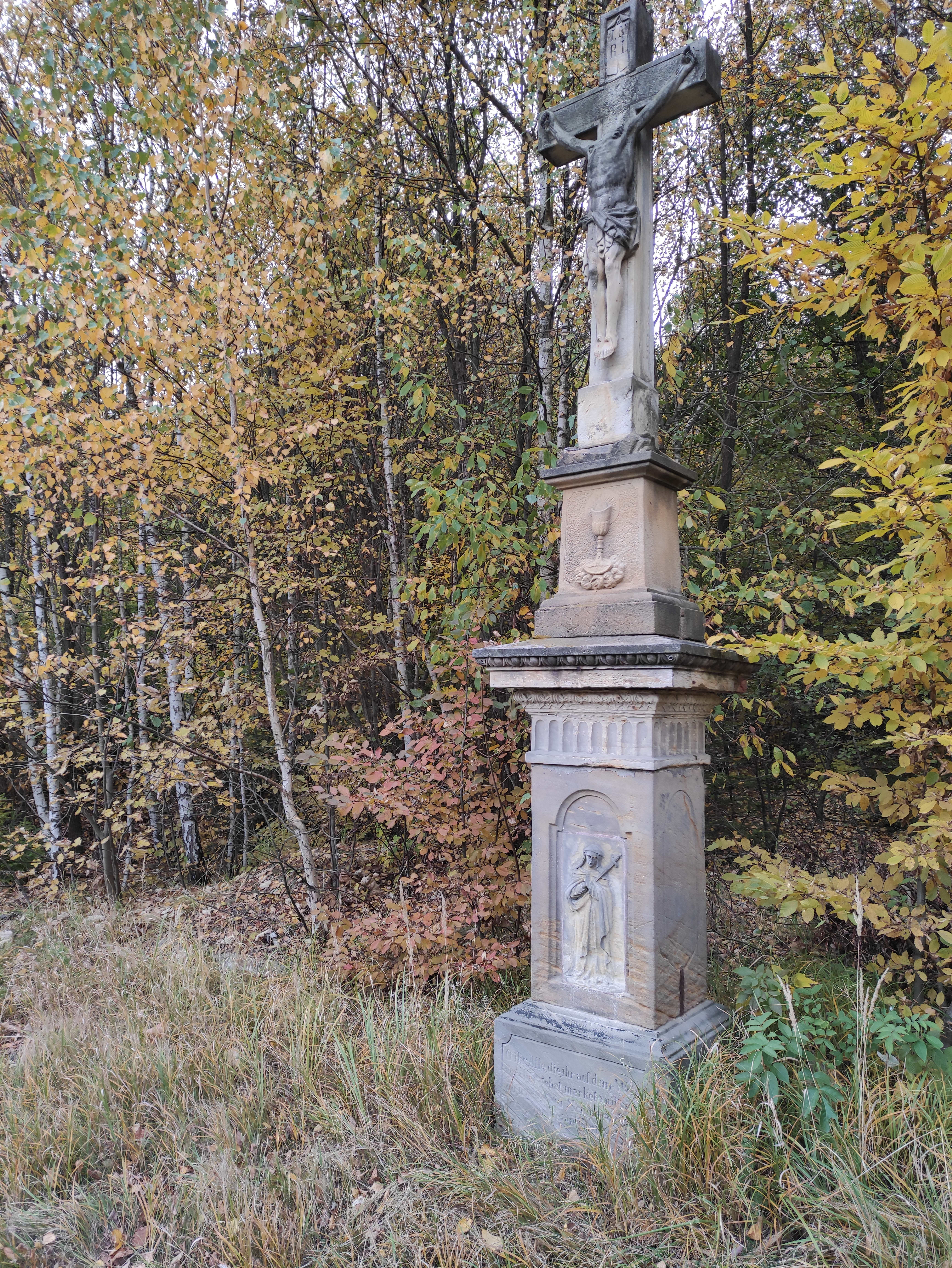
Kamenný kříž v Kyjanicích
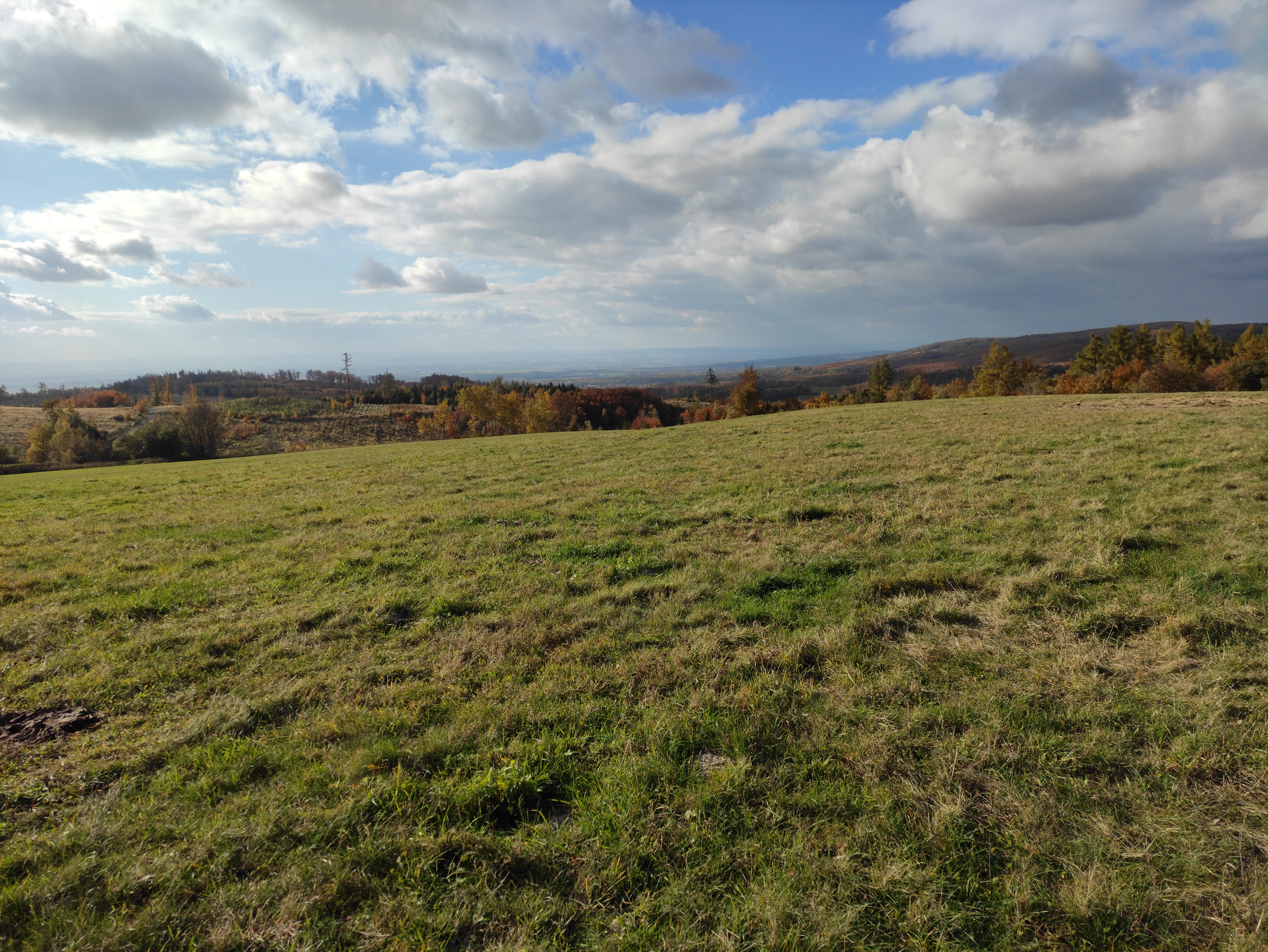
Slavkovský vrch – výhled na Dolní Újezd